# ポルト・チェザーレオ
ポルト・チェザーレオ（イタリア語: Porto Cesareo）は、イタリア共和国プッリャ州レッチェ県にある、人口約6,300人の基礎自治体（コムーネ）。

## 地理

### 位置・広がり
ポルト・チェザーレオの街は、レッチェ県北西部（サレント半島のターラント湾側）に位置し、ナルドの北西約15km、県都レッチェの南西約25km、ターラントの東南東約59km、州都バーリから南東へ約129kmの距離にある。

#### 隣接コムーネ
隣接するコムーネは以下の通り。括弧内のTAはターラント県所属を示す。
- アヴェトラーナ (TA)
- マンドゥーリア (TA)
- ナルド

## 文化・観光
16世紀、サレント半島には海岸線防衛のために塔が築かれた。ポルト・チェザーレオの市域には4つの塔が建設され、うち3つは旧状を残している。

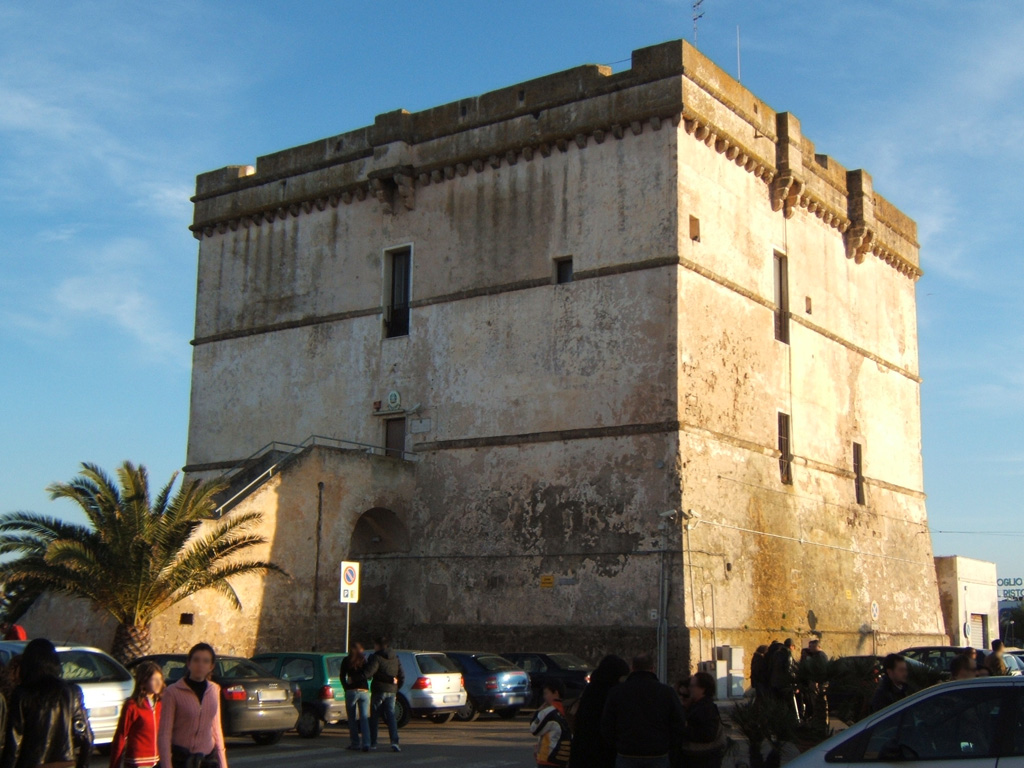
Torre Cesarea
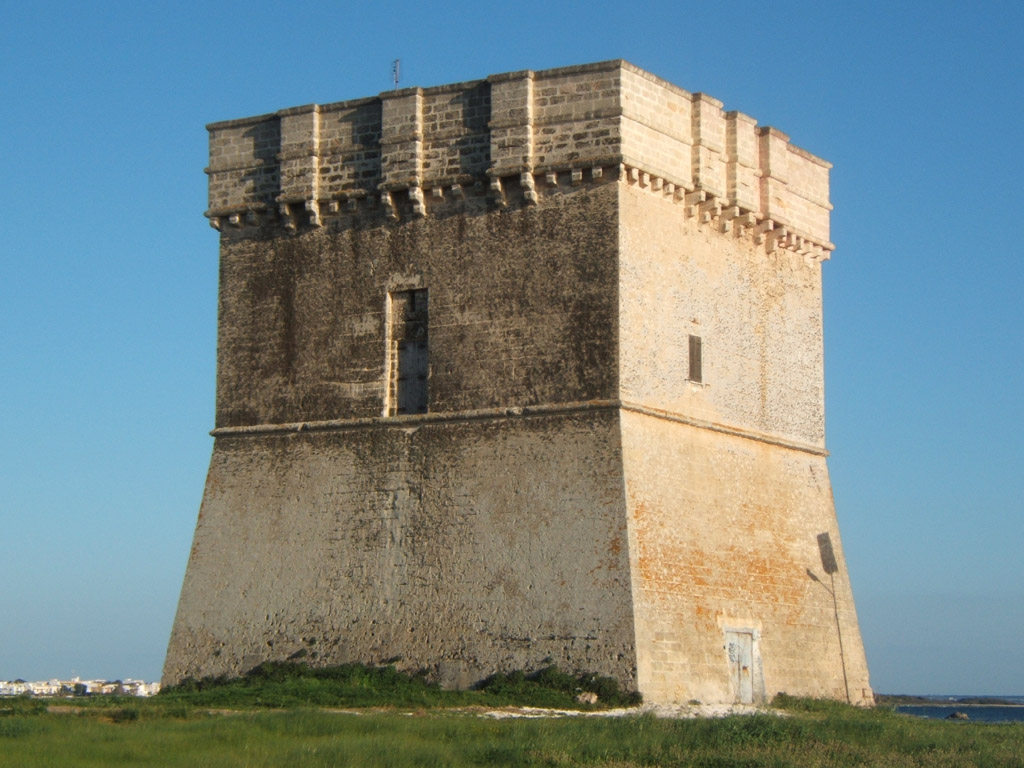
Torre Chianca
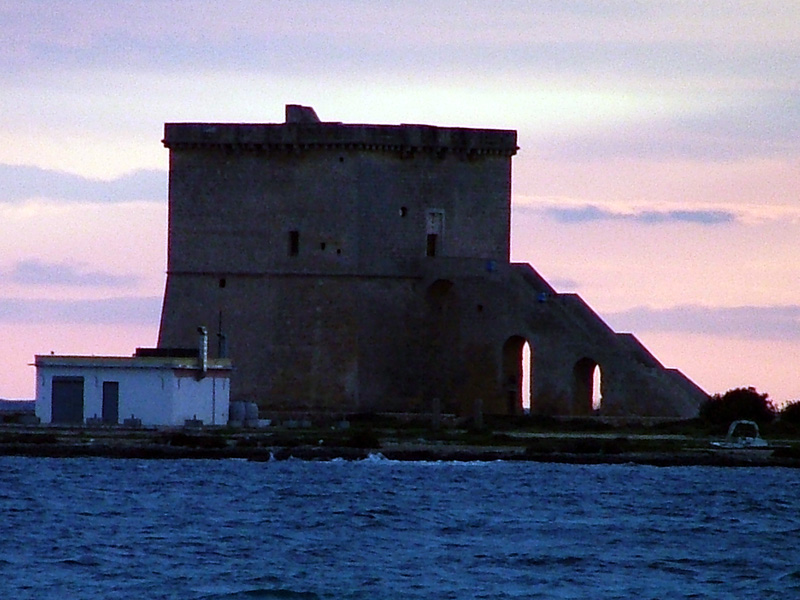
Torre Lapillo
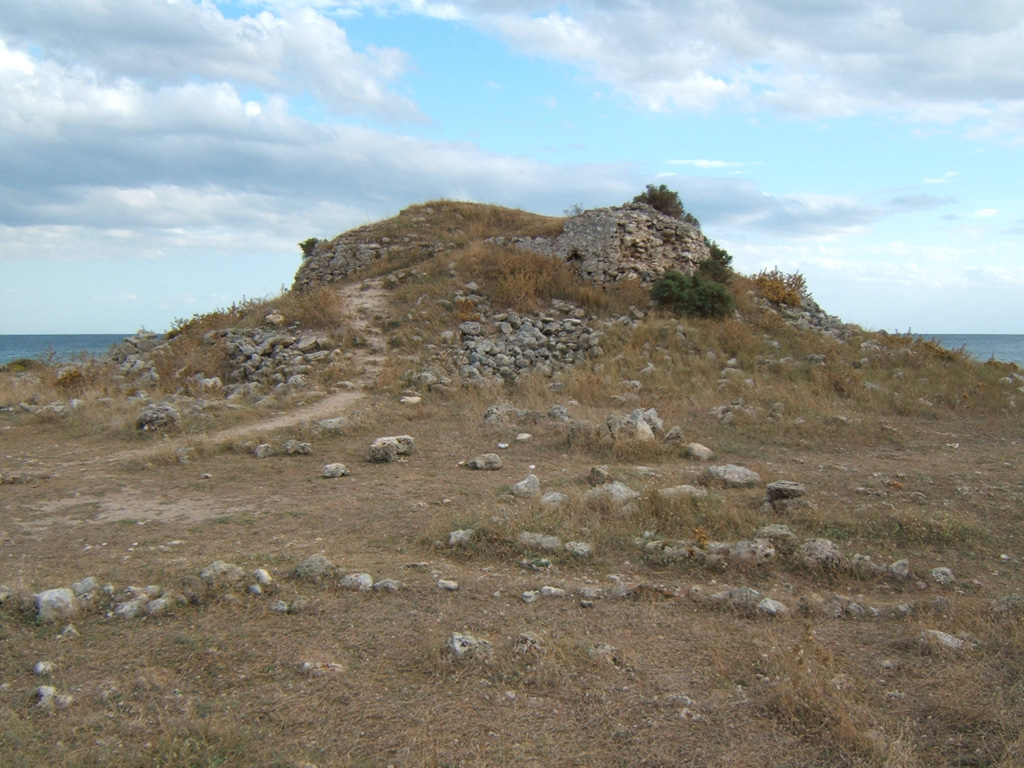
Torre Castiglione